# Tungkal Selatan
Tungkal Selatan is een bestuurslaag in het regentschap Pariaman van de provincie West-Sumatra, Indonesië. Tungkal Selatan telt 1122 inwoners (volkstelling 2010).